# دیوان محاسبات کشور

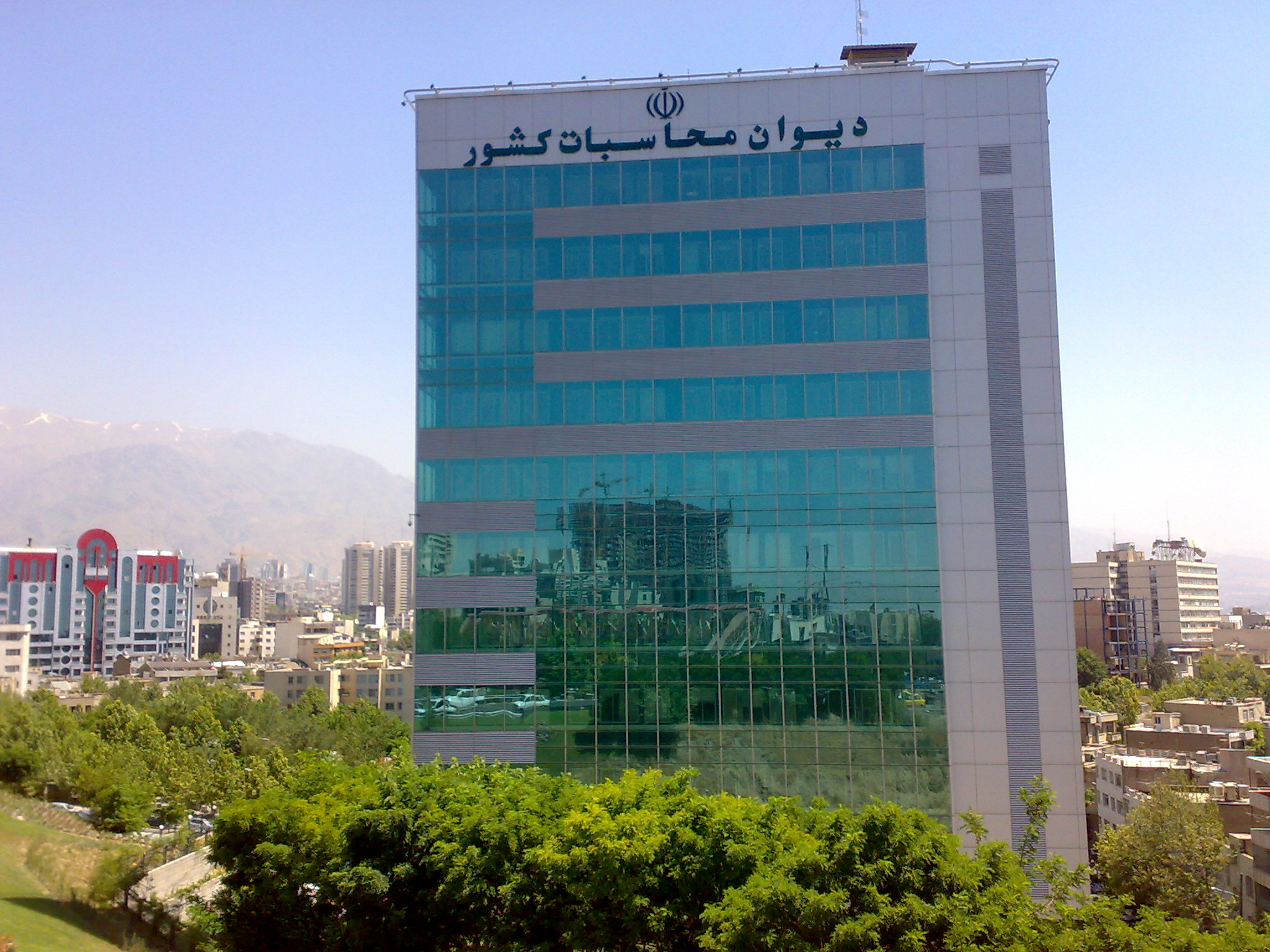
ساختمان دیوان محاسبات کشور

دیوان محاسبات کشور سازمانی حکومتی است که به عنوان یک دادگاه مالی و اداری عمل می‌کند، و در عین حال، بنا به تعریف، در امور مالی و اداری مستقل است. دیوان محاسبات یکی از نهادهای وابسته به مجلس شورای اسلامی است و با نظارت بر رعایت قوانین و «حسابرسی رعایت قوانین» در همه فرایندهای مالی کشور، به عنوان بازوی نظارتی مجلس عمل می‌کند. رئیس دیوان از دی ۱۴۰۱ سید احمدرضا دستغیب است.
این دیوان به همه حساب‌های وزارتخانه‌ها، مؤسسات و شرکت‌های دولتی، و دیگر دستگاه‌هایی که به نحوی از انحاء از بودجه کل کشور استفاده می‌کنند - به ترتیبی که قانون مقرر می‌دارد - رسیدگی یا حسابرسی می‌کند تا هیچ هزینه‌ای از اعتبارات مصوب تجاوز نکرده باشد و هر وجهی در محل خود به مصرف رسیده باشد. دیوان محاسبات کشور حساب‌ها و اسناد و مدارک مربوط را برابر قانون جمع‌آوری می‌کند و گزارش تفریغ بودجه هر سال را به انضمام نظرات خود به مجلس شورای اسلامی تسلیم می‌کند. دیوان محاسبات کشور یکی از ۱۹۱ عضو پیوسته سازمان بین‌المللی موسسات حسابرسی عالی (اینتوسای) است.

## تعریف حقوقی
دیوان محاسبات کشور در اصطلاح حقوقی چنین تعریف شده‌است:
دیوان محاسبات دادگاهی است مالی که مأمور معاینه و تفکیک محاسبات اداره مالیه و تفریغ کلیه حسابداران خزانه بوده و نیز نظارت می‌کند که هزینه‌های معینه در بودجه از میزان معین شده تجاوز نکند و تغییر و تبدیل نیابد و هر وجهی در محل خود صرف شود و نیز مکلف است که در امر معاینه و تفکیک محاسبات ادارات دولتی و جمع‌آوری سند خرج محاسبات و صورت کلیه محاسبات مملکتی اقدام نماید.
با توجه به صراحت قانون اساسی جمهوری اسلامی ایران چگونگی ساختاری و مفهوم چنین تعریفی به‌طور صریح در اصول ۵۴ و ۵۵ قانون اساسی آمده‌است.

## تاریخچه دیوان محاسبات کشور

### دوران پادشاهی
نگاه داشتن حساب چیزها یکی از نیازهای انسان اجتماعی است. حسابداری و حساب‌دهی از عصر سومری‌ها آغاز شد. در عصر رنسانس در اروپا حسابداری به عنوان دفترداری دوطرفه موجودیت پیدا کرد. سپس دولت‌ها به‌عنوان اهرم کنترل دخل و خرج از آن استفاده کردند.
در ایران نیز از دوره هخامنشیان نظام مالی وجود داشت. پس از ورود اسلام به ایران، در اداره امور حسابرسی مشاغلی چون وزیر و والی، حاسب (به همه کارکنان امور مالی که در محاسبات دخل و خرج مملکت فعالیت داشته‌اند گفته می‌شد)، قاسم، عامل زکات و امثال این‌ها وجود داشت.
در دوره صفویه و قاجاریه امور مالی از اوضاع بهتری برخوردار شد. به‌طوری‌که امیرکبیر اولین وزارتخانه مالیه) را تأسیس کرد؛ و از سال ۱۲۲۵ هجری قمری یکی از رشته‌های مدرسه دارالفنون به حسابداری اختصاص داده شده و به دانش‌آموختگان این رشته مدرک داده می‌شد…

### دوران مشروطه
پس از تصویب متمم قانون اساسی مشروطه در سال ۱۲۸۶ هجری خورشیدی محاسبات و تفریغ حساب جاری مفاهیمی بود که زیر بنای حسابداری و حسابرسی را تعیین کرد.
دیوان محاسبات کشور طبق اصول ۱۰۱ تا ۱۰۳ قانون اساسی مشروطه و متمم آن در سال‌های ۱۲۸۵ و ۱۲۸۶ هجری خورشیدی موجودیت پیدا کرد. قانون آن نیز در دوره دوم مجلس شورای ملی (چهارم اسفند ۱۲۸۹ ۲۳ صفر ۱۳۲۹) پس از سه ماه بحث در مجلس به تصویب رسید.
ساختار دیوان محاسبات به نحوی بود که رئیس آن به‌طور انفرادی و اعضای محکمه آن به‌طور جمعی از طرف مجلس شورای ملی انتخاب می‌شدند.
دیوان محاسبات در سال ۱۳۰۲ منحل؛ و در سال ۱۳۱۲ هجری شمسی دوباره راه‌اندازی شد. این دیوان، سه شعبه مستشاری داشت و رئیس شعبه اول، ریاست دیوان محاسبات را نیز عهده‌دار بود. هر شعبه نیز تعدادی کافی ممیز حساب داشت…
در دیوان محاسبات یک نفر مدعی‌العموم (دادستان) و به تعداد کافی وکیل عمومی تعیین شده بود. در این زمان دیوان محاسبات وابسته به وزارت دارایی بود. وزیر مالیه ۲۷ نفر را از بین مستخدمین رسمی دولت به مجلس شورای ملی پیشنهاد می‌کرد. مجلس نیز از بین آنان ۱۸ نفر را انتخاب می‌کرد. سپس، وزیر مالیه ۹ نفر آنان را به ریاست و عضویت شعب سه‌گانه مستشاری می‌گمارد؛ و ۹ نفر دیگر عضو قائم مقام بودند. انتخاب اعضاء دیوان از طرف مجلس هر سه سال یک بار تجدید می‌شد. همچنین امکان انتخاب دوباره اعضا وجود داشت.
دادستان دیوان از طرف وزیر مالیه و به موجب فرمان شاه تعیین می‌شد. ممیزان و اعضای دفتری. دیوان را هم وزیر مالیه در حدود مقررات استخدامی انتخاب می‌کرد. از سال ۱۳۱۳ تا ۱۳۵۲ یعنی حدود ۴۰ سال تغییری درقانون دیوان محاسبات ایجاد نشد؛ و هم‌چنان دیوان محاسبات زیر نظر وزارت مالیه اداره می‌شد…
در سال ۱۳۵۲ قانون دیوان محاسبات مورد تجدید نظر کلی قرار گرفت؛ و وزیر دارایی مکلف شد ظرف سه ماه پس از افتتاح هر دوره قانون‌گذاری مجلس شورای ملی به معرفی مستشاران و جانشین آنان اقدام و ۴۰ نفر از افراد واجد شرایط را به مجلس شورای ملی معرفی کند. کمیسیون دارایی و بودجه مجلس از بین ۴۰ نفر ۱۵ نفر را به عنوان مستشاران عضو اصلی و ۵ نفر را به عنوان جانشین یا عضو علی‌البدل انتخاب می‌کرد. ۱۵ نفر در ۵ شعبه مستشاری انجام وظیفه می‌کردند. رئیس شعبه اول هیئت مستشاری رئیس کل دیوان محاسبات بود؛ که با پیشنهاد وزیر دارایی و فرمان شاه منصوب می‌شد. قائم مقام رئیس کل نیز به پیشنهاد رئیس کل دیوان و حکم وزیر دارایی منصوب می‌شد.
دادستان دیوان از بین مستخدمین رسمی واجد شرایط وزارت دارایی و از سوی وزیر دارایی انتخاب و منصوب می‌شد. این شخص ریاست دادسرای دیوان محاسبات را عهده‌دار می‌شد. دادیاران دادسرای دیوان محاسبات نیز با پیشنهاد دادستان و حکم وزیر دارایی منصوب می‌شدند.

### پس از انقلاب اسلامی ۱۳۵۷
پس از انقلاب ۱۳۵۷، در قانون اساسی جمهوری اسلامی ایران (مصوب سال ۱۳۵۸) مطابق اصول ۵۴ و ۵۵ دیوان محاسبات کشور از وزارت امور اقتصادی و دارایی جدا شد؛ و زیر نظارت مستقیم مجلس شورای اسلامی قرار گرفت و به عنوان سازمانی مستقل موجودیت یافت. قانون دیوان محاسبات کشور در سال ۱۳۶۱ به تصویب رسید و بعدها اصلاحاتی نیز در آن اعمال شد.
هم‌اکنون، دیوان محاسبات کشور مستقیماً زیر نظر مجلس شورای اسلامی است؛ و در امور مالی و اداری استقلال دارد و اعتبار مورد نیاز آن با پیشنهاد دیوان و تأیید کمیسیون برنامه، بودجه و محاسبات مجلس شورای اسلامی جداگانه در لایحه بودجه کل کشور منظور می‌شود. رئیس و دادستان دیوان محاسبات کشور پس از افتتاح هر دوره قانون‌گذاری به پیشنهاد کمیسیون برنامه، بودجه و محاسبات مجلس شورای اسلامی و تصویب نمایندگان مردم انتخاب می‌شود.

## مقر دیوان محاسبات کشور
مقر دیوان محاسبات کشور در تهران است و در مراکز استان‌ها نیز ادارات کل مستقر هستند. ۳ تا ۷ هیئت مستشاری و یک محکمه تجدید نظر و تعدادی کافی دادیار دادسرای دیوان از دیگر اعضای دیوان محاسبات کشور هستند. رئیس دیوان محاسبات کشور برای تعیین اعضاء هیئت مستشاری به ازای هر هیئت مورد نیاز ۵ نفر افراد واجد شرایط را به کمیسیون برنامه، بودجه و محاسبات مجلس شورای اسلامی معرفی می‌کند. آن کمیسیون نیز به ازای هر هیئت ۳ نفر را به عنوان اعضای اصلی و یک نفر را به عنوان عضو علی‌البدل انتخاب و به دیوان اعلام می‌کند. رؤسای شعب از سوی رئیس دیوان محاسبات کشور تعیین و منصوب می‌شوند.
محکمه تجدید نظر دارای یک شعبه است؛ که ریاست آن را حاکم شرع منتخب رئیس قوه قضائیه عهده‌دار است. دو نفر کارشناس محکمه از سوی رئیس دیوان و از بین مستشارانی انتخاب می‌شوند که در صدور رای مورد تجدیدنظر شرکت نداشته‌اند.
هیئت عمومی دیوان به ریاست رئیس کل دیوان با حضور دادستان و دست‌کم سه چهارم مستشاران اصلی دیوان با دعوت رئیس دیوان برای رسیدگی به مواردی که در قانون تصریح شده‌است تشکیل و تصمیمات آن با رای اکثریت مطلق حاضران معتبر است…
دیوان محاسبات کشور از نظر مقررات استخدامی تابع آیین‌نامه خاصی است که از سوی دیوان تهیه شده و به تصویب مجلس شورای اسلامی رسیده‌است…

## ادارات استانی دیوان محاسبات کشور
دیوان محاسبات کشور علاوه بر ستاد مرکزی مستقر در پایتخت، در کلیه مراکز استانها نیز به موجب قانون تشکیلات استانی دارد.
یکی از معاونت‌های مهم دیوان محاسبات کشور معاونت حقوقی و پارلمانی بود که بعدها به شکل دو معاونت جدا از هم تفکیک شد. اصغر سمیعی یکی از طولانی‌ترین دورهای این معاونت را در اختیار داشت و به مدت ۱۲ سال مسئولیت این بخش را بر عهده داشت.

## رؤسای دیوان محاسبات کشور

### پیش از انقلاب ۱۳۵۷
رؤسای دیوان محاسبات از ۱۳۱۲ تا ۱۳۵۸ عبارت بوده‌اند از:
- حاج میرزا شمس‌الدین جلالی
- حسنعلی کمال هدایت
- نصرالله صبا
- محمدمهدی شاهرخ
- احمد ضرغامپور
- اسدالله اکرمی
- مهدی شه‌ملکی
- عبدالولی نور نعمت‌اللهی[۴]

### پس از انقلاب ۱۳۵۷
الف) منصوب شورای انقلاب: مطابق مصوبه ۱۷ تیر ۱۳۵۸ شورای انقلاب، از تاریخ تصویب، خدمت مستشاران دیوان محاسبات (سابق) منقضی اعلام شد؛ و وظایف دیوان محاسبات تا تشکیل مجلس شورای اسلامی و انتخاب مستشاران جدید به هیئتی مرکب از یک رئیس و دو نفر عضو که از سوی وزارت امور اقتصادی و دارایی پیشنهاد شد و به تصویب هیئت وزیران رسید با تأیید نهایی شورای انقلاب واگذار شد. در جلسه مورخ ۱ آبان ۱۳۵۸ شورای انقلاب، از سوی وزیر امور اقتصادی و دارایی، سید محمود روح‌الامینی به سمت رئیس و پرویز افشار و ذبیح‌الله ممیززاده به سمت اعضای این هیئت منصوب شدند.

ب) منصوب مجلس شورای اسلامی: از سال ۱۳۶۱ تاکنون با توجه به تصویب مجلس شورای اسلامی دوره‌های مختلف روسا و دادستانان دیوان محاسبات کشور عبارت بودند از:
- دوره اول: محمود پاکروان (رئیس) و میرجواد عطاری ابراهیم‌زاده (دادستان)
- دوره دوم و سوم: ایرج صفاتی دزفولی (رئیس) و احمد علیزاده (دادستان)
- دوره چهارم: علیرضا رخشنده‌رو (رئیس) و سید لطف‌الله اتابکی (دادستان)
- دوره پنجم و ششم: کاظم میرولد (رئیس) و سید لطف‌الله اتابکی و سید اصغر هندی (دادستان)
- دوره هفتم: محمدرضا رحیمی (رئیس) و امیری اصفهانی (دادستان)
- دوره هشتم و نهم: عبدالرضا رحمانی فضلی (رئیس) و اصغر عربیان و امین‌حسین رحیمی (دادستان)
- دوره نهم: امین‌حسین رحیمی (رئیس) و فیاض شجاعی (دادستان)
- دوره دهم: عادل آذر (رئیس) و فیاض شجاعی (دادستان)
- دوره یازدهم: مهرداد بذرپاش، سید احمدرضا دستغیب (رئیس) و علی کامیار (دادستان)
- دوره دوازدهم: سید احمدرضا دستغیب (رئیس) و داوود محمدی (دادستان)

## جستارهای مربوط
- اقتصاد جمهوری اسلامی ایران